# Dipartimento di Cuvette-Ovest
Il dipartimento di Cuvette-Ovest (in francese: département de la Cuvette-Ouest) è uno dei 10 dipartimenti della Repubblica del Congo. Situato nella parte occidentale del paese, ha per capoluogo Ewo.	
Confina a nord col dipartimento di Sangha, a est e sud con quello di Cuvette e a ovest con il Gabon. 

## Suddivisioni amministrative
Il dipartimento è suddiviso in 6 distretti:
- Etoumbi
- Ewo
- Kellé
- Mbama
- Mbomo
- Okoyo